# Dècada del 930

## Esdeveniments
- Burgos es converteix en la capital del regne de Castella
- Creació de l'assemblea nacional (poder legislatiu) més antiga encara en vigor a Islàndia
- L'emperador romà d'Orient atorga privilegis comercials a Venècia
- Fundació de l'Orde de Cluny
- 934 - L'erupció del volcà Eldja provoca la major inundació de basalt coneguda
- Còrdova esdevé la major ciutat del món
- 937 Unificació de la Gran Bretanya
- Batalla de Simancas
- Independència del Vietnam (escindit de la Xina)

## Personatges destacats
- Alfons IV de Lleó
- Enric I d'Alemanya
- Esteve VII i Esteve VIII
- Papa Joan XI
- Lleó VII
- Odó de Cluny
- Otó I, emperador romanogermànic